# Districte de Pontarlier
El Districte de Pontarlier és un dels tres districtes del departament francès del Doubs, a la regió de Borgonya-Franc Comtat. Té 8 cantons i 155 municipis. El cap del districte és la sotsprefectura de Pontarlier. Te una extensió de 2.051 Km2 i una extensió de 119.068 habitants.

## Cantons
cantó de Levier - cantó de Montbenoît - cantó de Morteau - cantó de Mouthe - cantó de Pierrefontaine-les-Varans - cantó de Pontarlier - cantó de Le Russey - cantó de Vercel-Villedieu-le-Camp